# Teenage Dream
Teenage Dream — третій студійний альбом американської поп-співачки Кеті Перрі, випущений у серпні 2010 року. У перший тиждень продажу очолив чарт Billboard 200.

## Трек-лист
| #     | Назва                                    | Автор                                                                | Продюсер(и)                       | Тривалість |
| ----- | ---------------------------------------- | -------------------------------------------------------------------- | --------------------------------- | ---------- |
| 1.    | «Teenage Dream»                          | Кеті Перрі Лукаш Готтвальд Макс Мартін Бенджамін Левін Бонні МакКі   | Dr. Luke Бенні Бланко Макс Мартін | 3:47       |
| 2.    | «Last Friday Night (T.G.I.F.)»           | Перрі Готтвальд Мартін МакКі                                         | Dr. Luke Мартін                   | 3:50       |
| 3.    | «California Gurls» (з участю Snoop Dogg) | Перрі Готтвальд Мартін Левін МакКі Кельвін Броадус                   | Dr. Luke Бланко Мартін            | 3:56       |
| 4.    | «Firework»                               | Перрі Mikkel S. Eriksen Tor Erik Hermansen Сенді Вільгельм Естер Дін | StarGate Сенді Ві                 | 3:47       |
| 5.    | «Peacock»                                | Перрі Еріксен Германсен Дін                                          | StarGate                          | 3:51       |
| 6.    | «Circle the Drain»                       | Perry Крістофер Стюарт Monte Neuble                                  | К. "Трікі" Стюарт Кук Харрелл     | 4:32       |
| 7.    | «The One That Got Away»                  | Перрі Готтвальд Мартін                                               | Dr. Luke Мартін                   | 3:47       |
| 8.    | «E.T.»                                   | Перрі Готтвальд Мартін Джошуа Коулман                                | Dr. Luke Ammo Мартін              | 3:26       |
| 9.    | «Who Am I Living For?»                   | Перрі Стюарт Neuble Брайан Томас                                     | К. "Трікі" Стюарт Харрелл         | 4:08       |
| 10.   | «Pearl»                                  | Перрі Грег Уеллс Стюарт                                              | Уеллс                             | 4:07       |
| 11.   | «Hummingbird Heartbeat»                  | Перрі Стюарт Stacy Barthe Neuble                                     | К. "Трікі" Стюарт Харрелл         | 3:32       |
| 12.   | «Not Like the Movies»                    | Перрі Уеллс                                                          | Уеллс                             | 4:01       |
| 44:02 |                                          |                                                                      |                                   |            |

## Сингли з альбому
- «California Gurls»
- «Teenage Dream»
- «Firework»
- «E.T.»
- «Last Friday Night (T.G.I.F.)»
- «The One That Got Away»
- «Hummingbird Heartbeat»
- «Not Like the Movies» (промо-сингл)
- «Circle the Drain» (промо-сингл)

## Цікава інформація
- Трек «California Gurls» був записаний разом з репером Snoop Dogg.
- У делюкс-виданні присутня композиція «If Ever Meet Again», котра записана разом із Timbaland.